# Dioryt

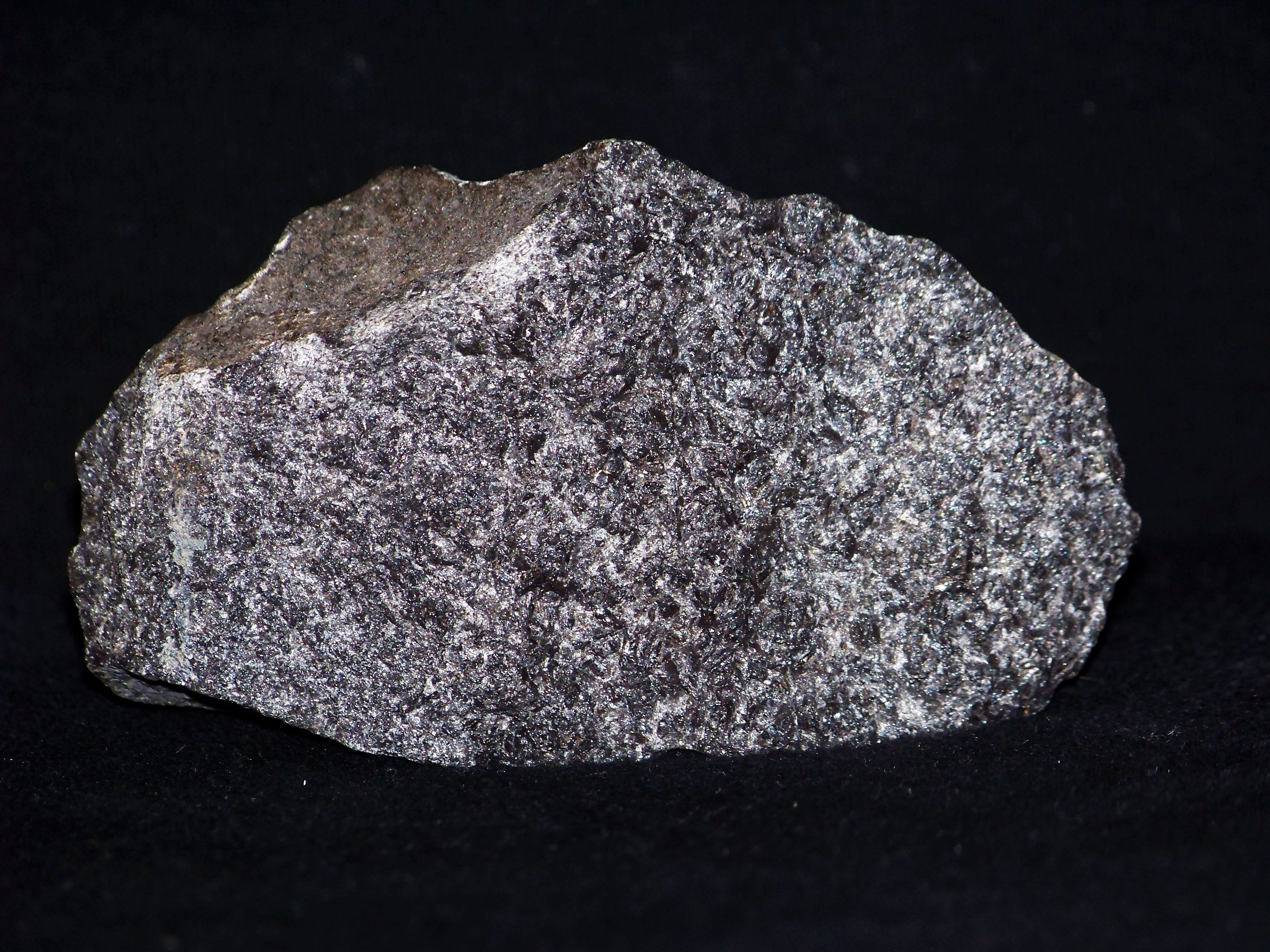
Dioryt

Dioryt – obojętna skała głębinowa, składająca się głównie z (2/3 objętości) plagioklazów (zwykle andezynu i oligoklazu) i amfiboli (hornblenda), niekiedy z dodatkiem piroksenów (augit, hipersten), biotytu oraz skaleni potasowych (ortoklaz, mikroklin). Niektóre odmiany zawierają niewielkie ilości kwarcu (do 5%) bądź oliwinu. Minerałami akcesorycznymi są: magnetyt, ilmenit, apatyt, cyrkon, tytanit. Na diagramie klasyfikacyjnym QAPF dioryt zajmuje pole 10 wraz z gabrem.
Dioryt od gabra różni się następującymi cechami:
- Plagioklazy diorytu zawierają <50% cząstki anortytowej (oligoklaz, andezyn, natomiast gabra >50% cząstki anortytowej;
- Dioryt zawiera <30% minerałów ciemnych, a gabro więcej;
- W diorycie wśród minerałów ciemnych dominują amfibole, a w gabrze - pirokseny;
- W gabrze mogą występować oliwiny, natomiast w diorycie raczej nie.

Jej nazwa pochodzi od gr. dioridzein =  odróżniać, rozdzielać.
Dioryt jest koloru szarego, ciemnoszarego, szaroczarnego, lub rzadziej ciemnoszarozielonego – zawiera od 25% do 50% minerałów ciemnych (barwnych). Skała o zawartości <25% minerałów ciemnych nazywana jest leukodiorytem, a powyżej 50% - meladiorytem. Ma strukturę jawnokrystaliczną: średnio- lub gruboziarnistej.

## Występowanie
Francja – Korsyka, Norwegia – Laugendal, Szwecja – Ornö, Finlandia, Włochy, Wielka Brytania, Niemcy, Czechy, Peru – Andy, USA – Kalifornia.
Występuje w Polsce na Dolnym Śląsku – okolice Kłodzka, Gromnik oraz na Wyżynie Krakowsko-Wieluńskiej – okolice Myszkowa - w podłożu krystalicznym stwierdzony wierceniami.

## Zastosowanie
Wykorzystywany podobnie jak granit: jako materiał budowlany, drogowy i dekoracyjny, kamień nagrobkowy, z powodu dużej zawartości minerałów blaszkowych ma gorsze parametry techniczne. W starożytnym Egipcie i na Bliskim Wschodzie używano go jako materiału rzeźbiarskiego. To z niego właśnie wykonano np. stelę Hammurabiego, zawierającą jego kodeks.